# Ephedra
Ephedra è un genere di piante arbustive appartenente alla divisione Gnetophyta; è l'unico rappresentante della famiglia Ephedraceae e dell'ordine Ephedrales.

## Morfologia
Le specie di Ephedra sono piante cespugliose (o, in alcune specie, rampicanti) di altezza molto variabile, dai 30 cm ai 2 m. I rami sono simili alle fronde di equiseto, sottili e nodosi, di un colore verde opaco, e presentano dei solchi verticali. La radice è molto sviluppata. Le foglie sono squamose di colore verde grigiastro, inserite nei nodi a gruppi di tre o quattro. Essendo una Gimnosperma non ha i fiori come li intendiamo abitualmente, ma degli strobili, che possono essere maschili o femminili. Solitamente gli strobili si trovano sulla stessa pianta, possono essere sia separati che uniti in infiorescenze ermafrodite. I fiori maschili e femminili, simili tra loro, sono formati da un asse nel quale si inseriscono le brattee opposte. Il frutto è un falso frutto, formato dalle brattee, che può però diventare carnoso e colorato di rosso.

## Distribuzione e habitat
Sono presenti nelle aree asciutte delle regioni temperate e tropicali in Nord America, Sud America (dall'Ecuador alla Patagonia), Europa, Asia e Nord Africa (comprese le Canarie).

## Tassonomia
Il genere comprende le seguenti specie:
- Ephedra alata Decne.
- Ephedra altissima Desf.
- Ephedra americana Humb. & Bonpl. ex Willd.
- Ephedra antisyphilitica Berland. ex C.A.Mey.
- Ephedra aphylla Forssk.
- Ephedra aspera Engelm. ex S.Watson
- Ephedra aurantiaca Takht. & Pachom.
- Ephedra aurea Brullo, C.Brullo, Cambria, Ilardi, Siracusa & Giusso
- Ephedra boelckei F.A.Roig
- Ephedra botschantzevii Pachom.
- Ephedra breana Phil.
- Ephedra brevifoliata Ghahr.
- Ephedra californica S.Watson
- Ephedra chengiae Y.Yang & D.K.Ferguson
- Ephedra chilensis C.Presl
- Ephedra ciliata Fisch. & C.A.Mey.
- Ephedra compacta Rose
- Ephedra coryi E.L.Reed
- Ephedra cutleri Peebles
- Ephedra dahurica Turcz.
- Ephedra dawuensis Y.Yang
- Ephedra distachya L.
- Ephedra equisetina Bunge
- Ephedra fasciculata A.Nelson
- Ephedra fedtschenkoae Paulsen
- Ephedra foeminea Forssk.
- Ephedra fragilis Desf.
- Ephedra frustillata Miers
- Ephedra funerea Coville & C.V.Morton
- Ephedra gerardiana Wall. ex Klotzsch & Garcke
- Ephedra glauca Regel
- Ephedra gracilis Phil. ex Stapf
- Ephedra holoptera Riedl
- Ephedra intermedia Schrenk & C.A.Mey.
- Ephedra kardangensis P.Sharma & P.L.Uniyal
- Ephedra laristanica Assadi
- Ephedra likiangensis Florin
- Ephedra lomatolepis Schrenk
- Ephedra milleri Freitag & Maier-St.
- Ephedra minuta Florin
- Ephedra monosperma J.G.Gmel. ex C.A.Mey.
- Ephedra multiflora Phil. ex Stapf
- Ephedra nebrodensis Tineo
- Ephedra nevadensis S.Watson
- Ephedra ochreata Miers
- Ephedra oxyphylla Riedl
- Ephedra pachyclada Boiss.
- Ephedra pedunculata Engelm. ex S.Watson
- Ephedra pentandra Pachom.
- Ephedra procera C.A.Mey.
- Ephedra przewalskii Stapf
- Ephedra pseudodistachya Pachom.
- Ephedra regeliana Florin
- Ephedra rhytidosperma Pachom.
- Ephedra rituensis Y.Yang, D.Z.Fu & G.H.Zhu
- Ephedra rupestris Benth.
- Ephedra sarcocarpa Aitch. & Hemsl.
- Ephedra saxatilis (Stapf) Royle ex Florin
- Ephedra sinica Stapf
- Ephedra somalensis Freitag & Maier-St.
- Ephedra stipitata J.Biswas & Rita Singh
- Ephedra strobilacea Bunge
- Ephedra strongylensis Brullo, C.Brullo, Cambria, Ilardi, Siracusa, Miniss. & Giuss
- Ephedra tilhoana Maire
- Ephedra torreyana S.Watson
- Ephedra transitoria Riedl
- Ephedra triandra Tul.
- Ephedra trifurca Torr. ex S.Watson
- Ephedra trifurcata Zöllner
- Ephedra tweedieana C.A.Mey.
- Ephedra viridis Coville
- Ephedra vvedenskyi Pachom.
- Ephedra yangthangensis P.Sharma & Rita Singh

## Usi
Le piante del genere Ephedra contengono gli alcaloidi efedrina (50-90%) e pseudoefedrina. È un composto stupefacente poiché l'efedrina può essere trasformata in methcathinone e metanfetamina.
Sono state usate tradizionalmente dai popoli indigeni per scopi medicinali come antiasmatici, diuretici e sudoriferi. La droga è costituita dai rami frantumati, è inodore e amara.
L'efedrina ha inoltre potere vasocostrittore e broncodilatatore, per questo viene usata nella cura delle affezioni del tratto respiratorio.
Il consumo di efedra negli integratori dietetici è stato molto diffuso negli Stati Uniti, dove fra il 1996 e il 1997 sono stati riportati diversi casi di decessi improvvisi e infarti del miocardio ricollegabili all'utilizzo della pianta. Nel 2000 uno studio riportato dal New England Journal of Medicine scatenò un vero e proprio caso nazionale: nello studio si analizzavano le segnalazioni di reazioni avverse alla pianta effettuate tra il 1997 e il 1999, col risultato che più della metà dei casi erano riconducibili al suo utilizzo. Le principali reazioni avverse segnalate erano sia di tipo cardiovascolare, con ipertensione e tachicardia; che di tipo nervoso, con ictus e convulsioni. Nel 2001 la American Association of Poison Control si confermò lo studio riportando che il 64% delle RAF da fitoterapici negli Stati Uniti erano riconducibili all'efedra (1178 casi). Nonostante la battaglia legale intentata dai produttori gli integratori alimentari a base di efedrina, la sostanza venne ritirata definitivamente dal commercio negli Stati Uniti nel 2004.
Secondo alcuni autori l'efedra potrebbe essere la pianta del soma della religione indo-iraniana.

## Galleria d'immagini

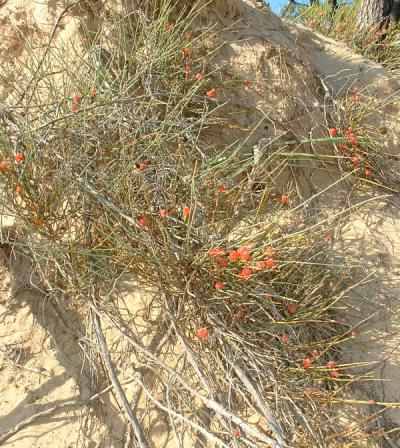
Ephedra distachya L.
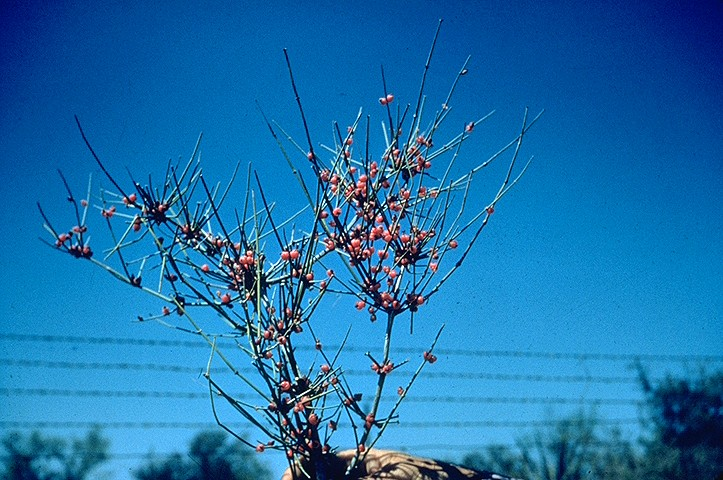
Ephedra antisyphilitica
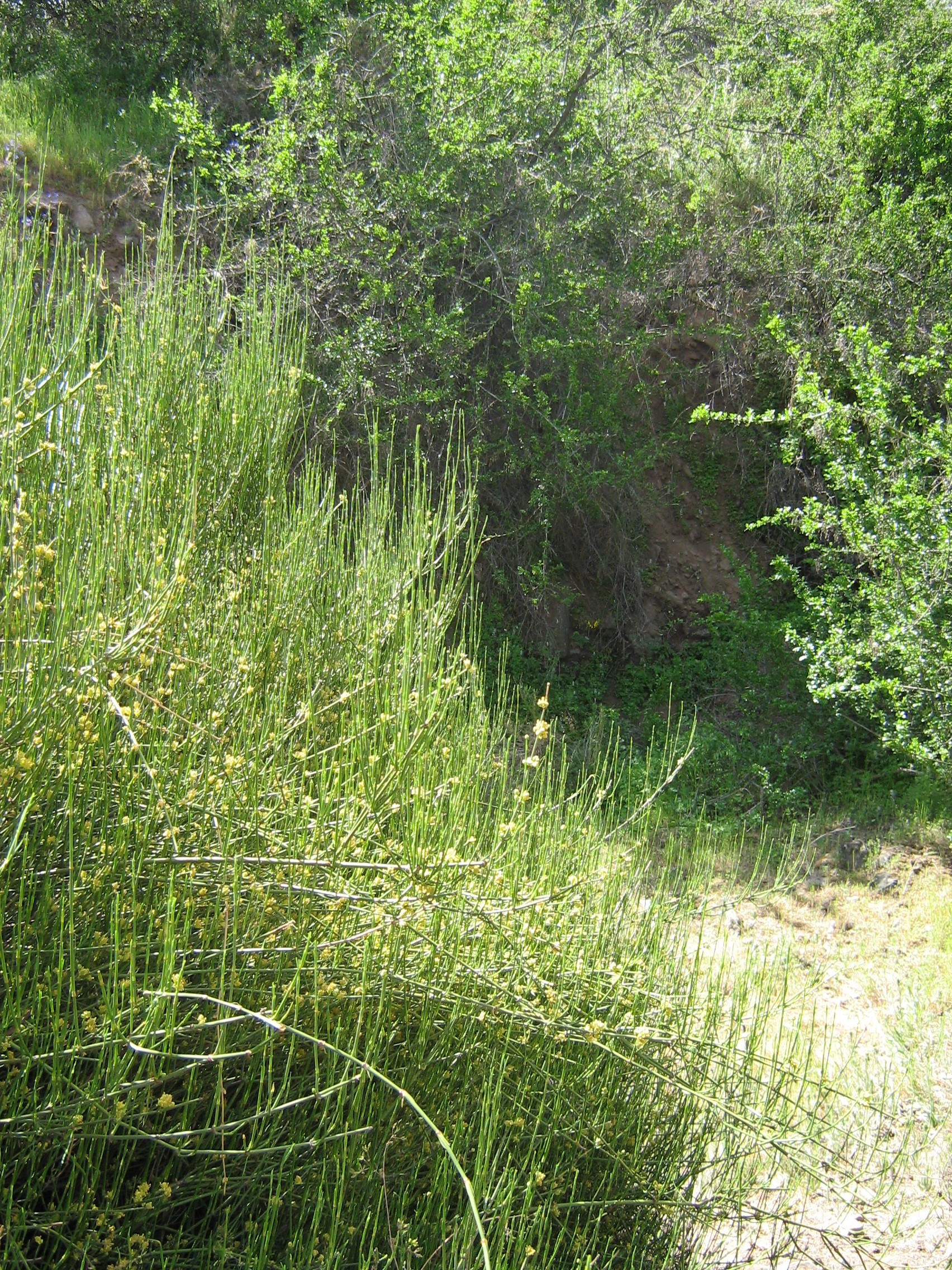
Ephedra chilensis
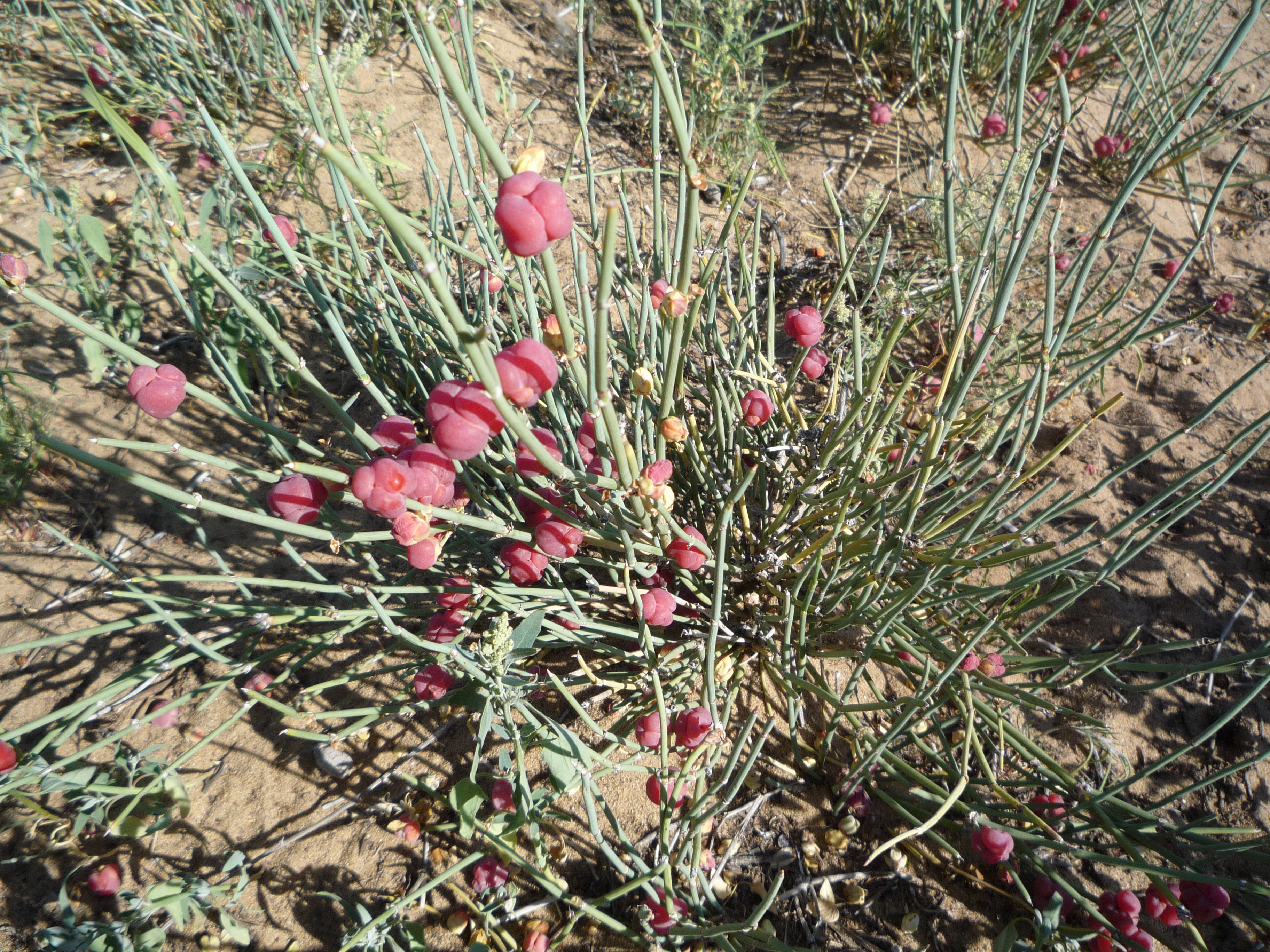
Ephedra dahurica
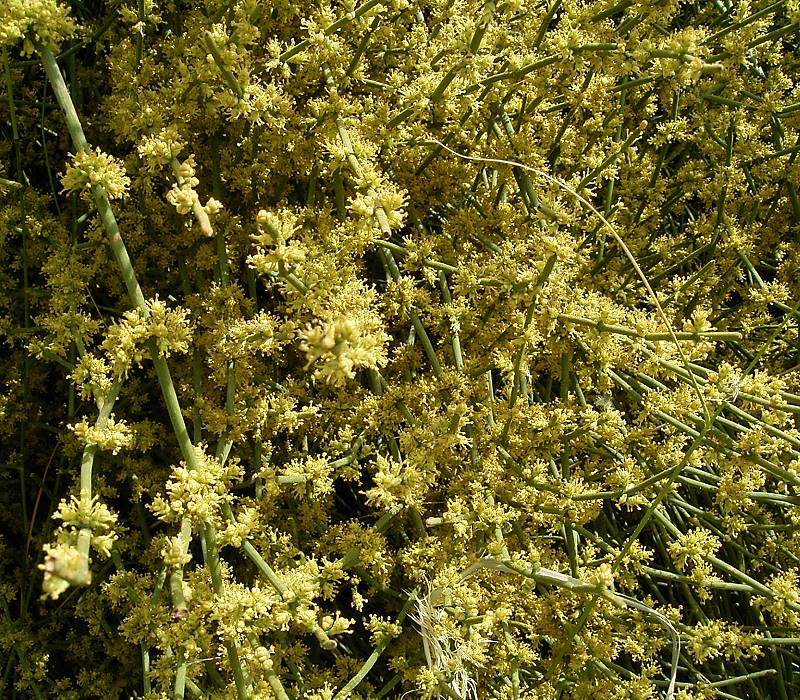
Ephedra fragilis Pianta maschile con le pigne
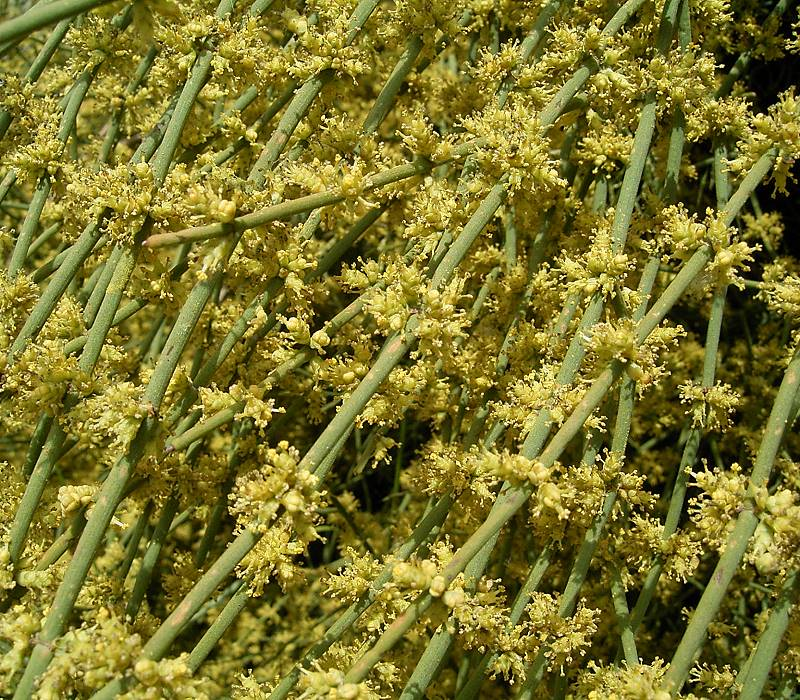
Ephedra fragilis Pigne di polline
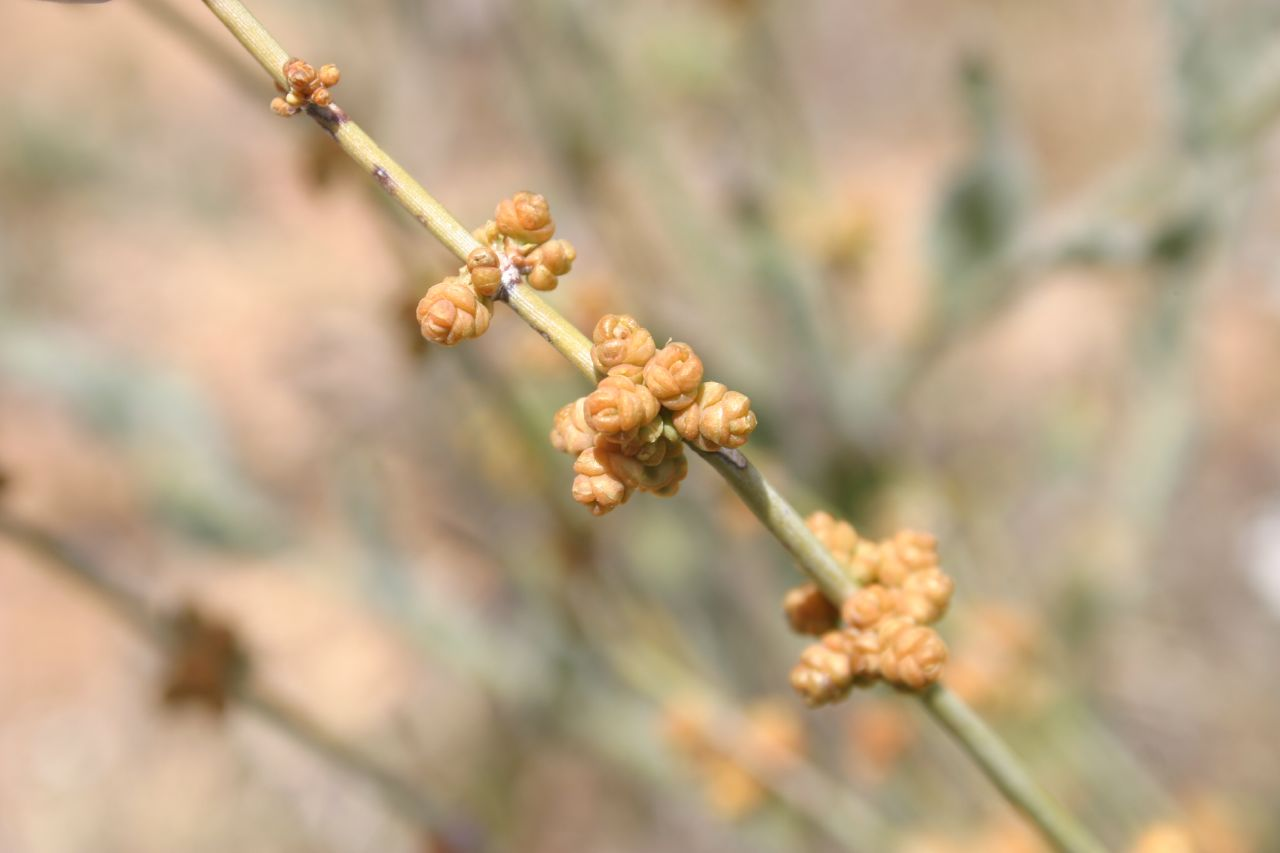
Ephedra nevadensis
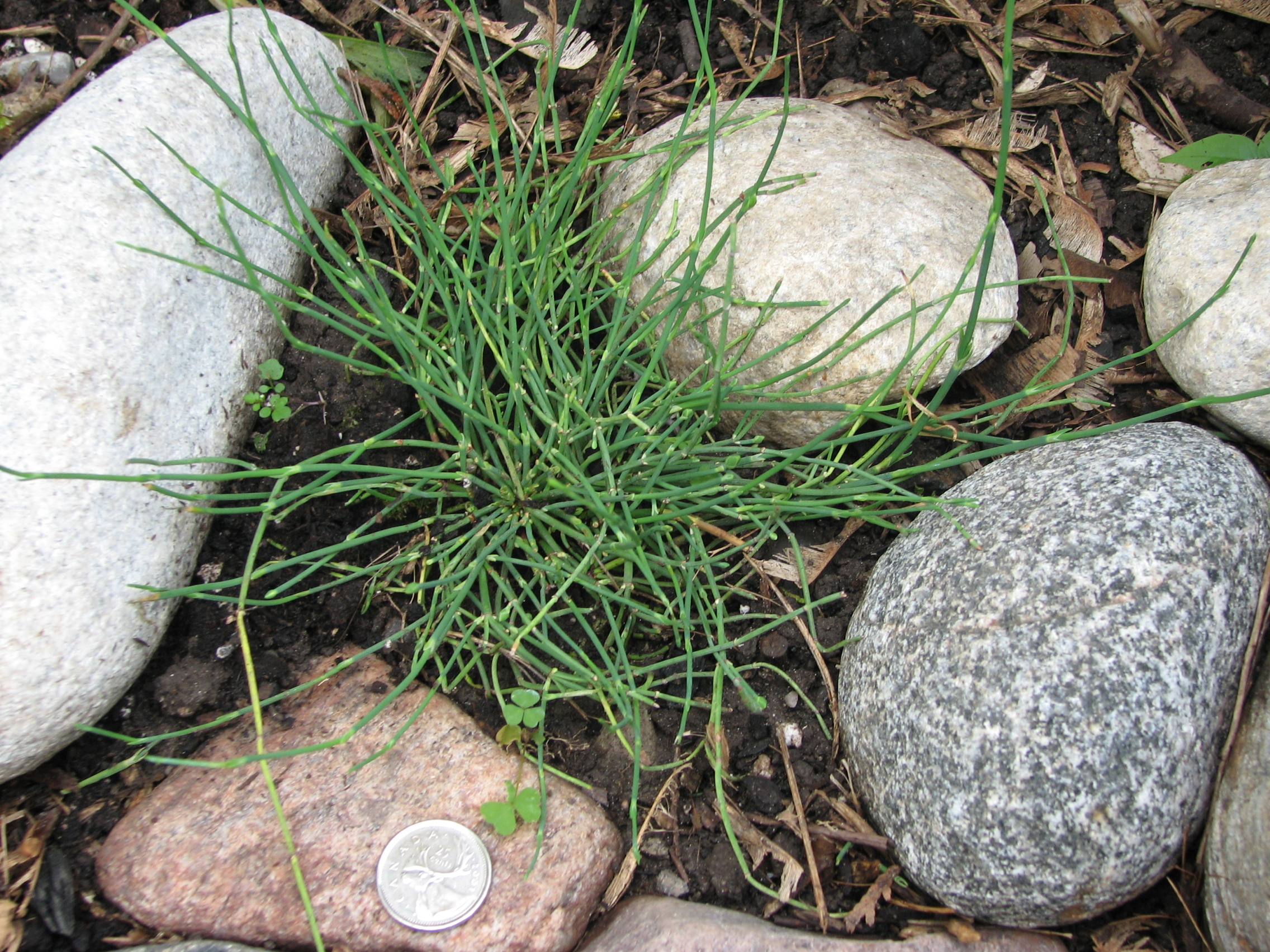
Ephedra regeliana con 25 cent del Canada per confronto dimensioni
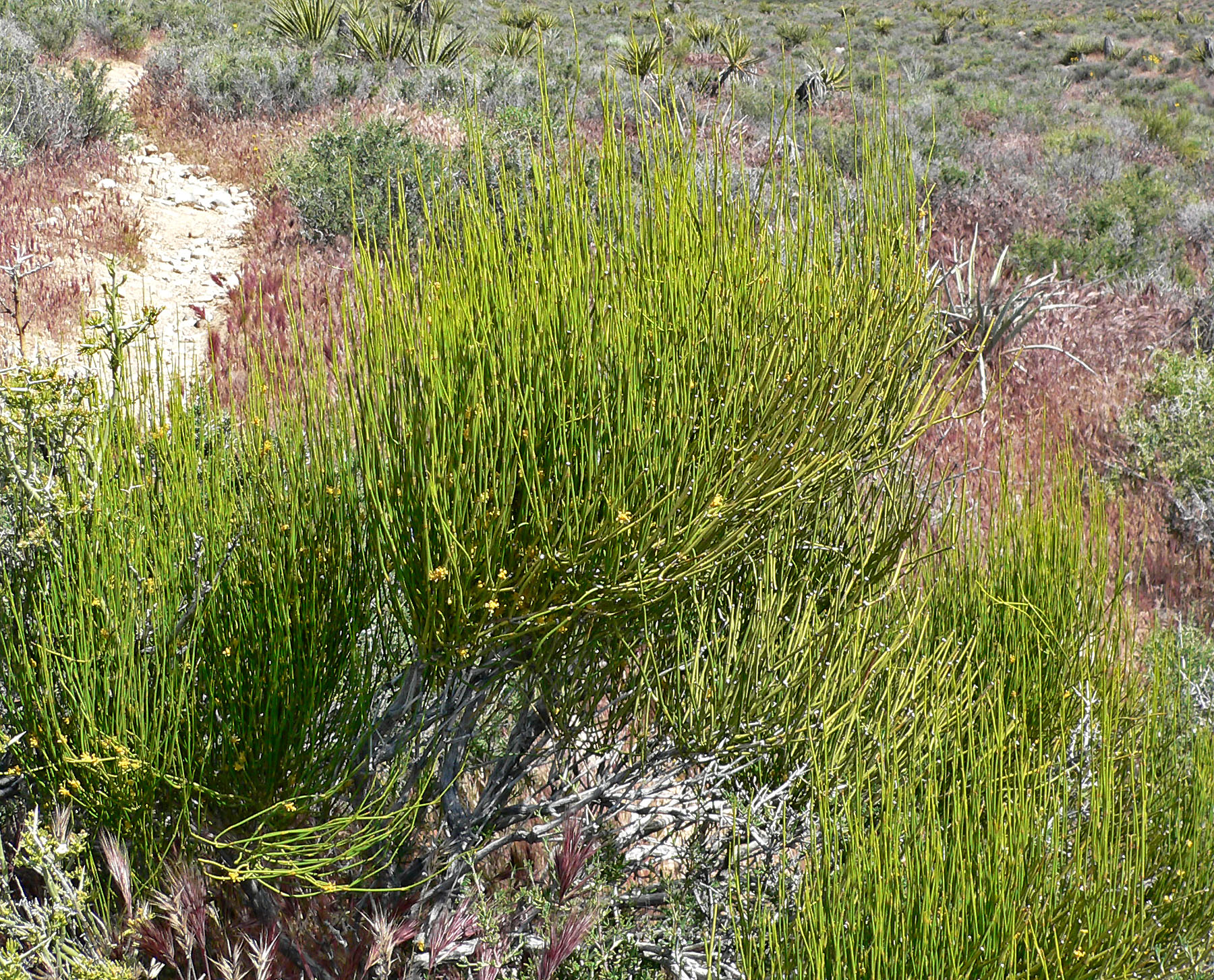
Ephedra viridis nell'ovest del Nevada

### Semi

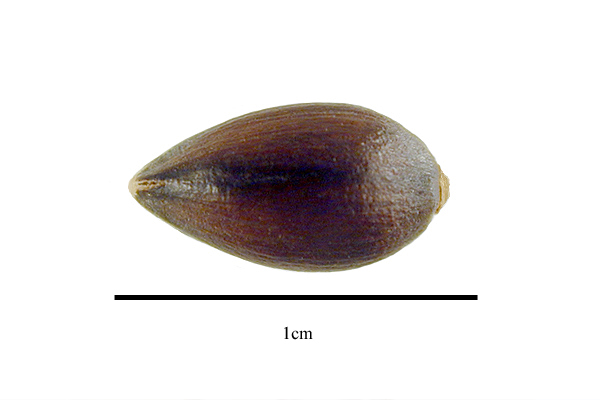
Ephedra ciliata
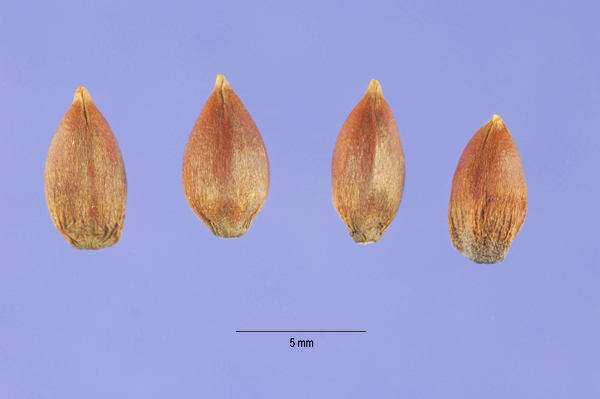
Ephedra nevadensis
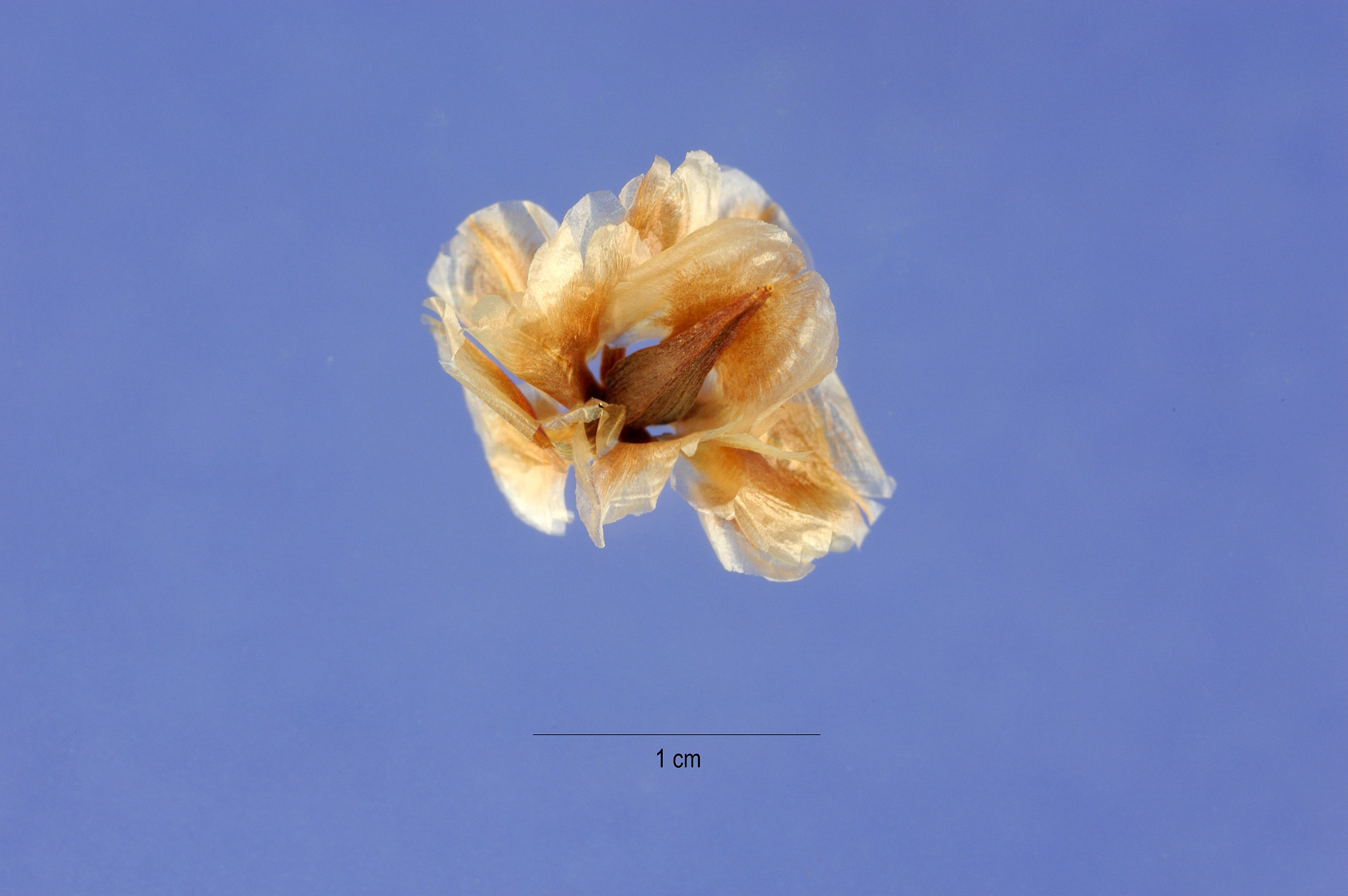
Ephedra trifurca
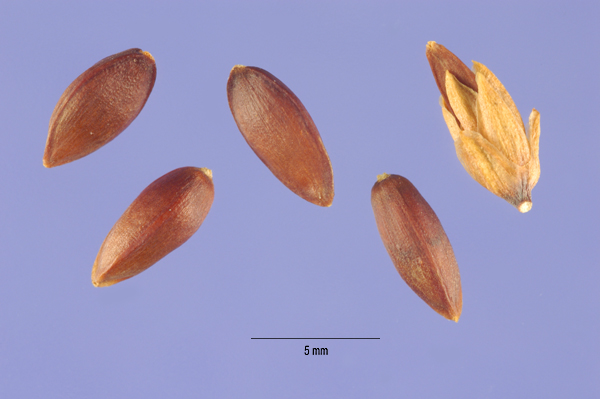
Ephedra viridis